# Lawrence Kasdan
Lawrence Edward Kasdan (Miami, 14 gennaio 1949) è un regista, sceneggiatore e produttore cinematografico statunitense.

## Biografia
Dopo aver lavorato come giornalista e redattore pubblicitario, Kasdan provò ad entrare nel mondo del cinema nella seconda metà degli anni '70, quando vendette alla Warner Bros. una sua sceneggiatura per il film Guardia del corpo. In seguito a diversi problemi, però, il film fu congelato prima e cancellato poi (fu realizzato solo nel 1992, quando Kasdan lo produsse e ne firmò la sceneggiatura).
La svolta nella carriera di Kasdan fu nel 1979, quando George Lucas lo contattò perché ultimasse la sceneggiatura de L'Impero colpisce ancora, rimasta incompiuta a causa dell'improvvisa morte di Leigh Brackett. Convinto dal buon risultato ottenuto, Lucas commissionò a Kasdan anche la sceneggiatura de I predatori dell'arca perduta (1981), diretto da Steven Spielberg, e dell'ultimo film della trilogia originale di Star Wars, Il ritorno dello Jedi (1983), diretto da Richard Marquand.
Nel 1981 Kasdan fece il suo esordio dietro la macchina da presa, con il film Brivido caldo, di cui firmò anche la sceneggiatura. Nel corso degli anni, pur continuando a scrivere sceneggiature, si è affermato anche in questo campo, alternando pellicole molto acclamate dalla critica ad altre ritenute decisamente più deludenti. Nel 1992 vinse l'Orso d'oro al Festival di Berlino per il film Grand Canyon - Il cuore della città.
Comparve in un cameo nel film Qualcosa è cambiato (1997),  di James L. Brooks, nella parte del dottor Greene, e nel film Ti amerò... fino ad ammazzarti (1990), di cui fu regista e attore (non accreditato), nella parte dell'avvocato. Torna alla saga di Star Wars lavorando  assieme a J. J. Abrams e Michael Arndt alla scrittura di Star Wars - Il risveglio della Forza, settimo film della saga. Ha scritto, in seguito, insieme al figlio Jon Kasdan la sceneggiatura di Solo: A Star Wars Story.

## Filmografia

### Regista

#### Cinema
- Brivido caldo (Body heat) (1981)
- Il grande freddo (The Big Chill) (1983)
- Silverado (1985)
- Turista per caso (The Accidental Tourist) (1988)
- Ti amerò... fino ad ammazzarti (I Love You to Death) (1990)
- Grand Canyon - Il cuore della città (Grand Canyon) (1991)
- Wyatt Earp (1994)
- French Kiss (1995)
- Mumford (1999)
- L'acchiappasogni (Dreamcatcher) (2003)
- Darling Companion (2012)

#### Televisione
- Light & Magic - programma TV (2022)

### Sceneggiatore
- L'Impero colpisce ancora (The Empire Strikes Back), regia di Irvin Kershner (1980)
- I predatori dell'arca perduta (Raiders of the Lost Ark), regia di Steven Spielberg (1981)
- Brivido caldo (Body Heat), regia di Lawrence Kasdan (1981)
- Chiamami aquila (Continental Divide), regia di Michael Apted (1981)
- Il ritorno dello Jedi (Return of the Jedi), regia di Richard Marquand (1983)
- Il grande freddo (The Big Chill), regia di Lawrence Kasdan (1983)
- Silverado, regia di Lawrence Kasdan (1985)
- Turista per caso (The Accidental Tourist), regia di Lawrence Kasdan (1988)
- Grand Canyon - Il cuore della città (Grand Canyon), regia di Lawrence Kasdan (1991)
- Guardia del corpo (The Bodyguard), regia di Mick Jackson (1992)
- Wyatt Earp, regia di Lawrence Kasdan (1994)
- Mumford, regia di Lawrence Kasdan (1999)
- L'acchiappasogni (Dreamcatcher), regia di Lawrence Kasdan (2003)
- Darling Companion, regia di Lawrence Kasdan (2012)
- Star Wars - Il risveglio della Forza (Star Wars:The Force Awakens), regia di J. J. Abrams (2015)
- Solo: A Star Wars Story, regia di Ron Howard (2018)

### Produttore
- Il grande freddo (The Big Chill), regia di Lawrence Kasdan (1983)
- Silverado, regia di Lawrence Kasdan (1985)
- Prendi il mio cuore (Cross My Heart), regia di Armyan Bernstein (1987)
- Turista per caso (The Accidental Tourist), regia di Lawrence Kasdan (1988)
- Legami di famiglia (Immediate Family), regia di Jonathan Kaplan (1989)
- Grand Canyon - Il cuore della città (Grand Canyon), regia di Lawrence Kasdan (1991)
- Due vite in pericolo (Jumpin' at the Boneyard), regia di Jeff Stanzler (1992)
- Guardia del corpo (The Bodyguard), regia di Mick Jackson (1992)
- Wyatt Earp, regia di Lawrence Kasdan (1994)
- Fast Food (Home Fries), regia di Dean Parisot (1998)
- Mumford, regia di Lawrence Kasdan (1999)
- L'acchiappasogni (Dreamcatcher), regia di Lawrence Kasdan (2003)
- TV Set (The TV Set), regia di Jake Kasdan (2006)
- Il bacio che aspettavo (In the Land of Women), regia di Jon Kasdan (2007)
- Darling Companion, regia di Lawrence Kasdan (2012)
- Star Wars - Il risveglio della Forza (Star Wars:The Force Awakens), regia di J. J. Abrams (2015)

### Attore
- Qualcosa è cambiato, regia di James L. Brooks (1997)
- Five Came Back, regia di Laurent Bouzereau (2017)